# Norrviken, Bohuslän
Norrviken i namn på äldre administrativa enheter i Bohuslän betecknar ett område, som idag motsvaras av Strömstads kommun, i regel med Strömstads stad undantagen, (Vette härad) samt Tanums kommun (Tanums, Kville och Bullarens härader). 